# The Trouble with Women
The Trouble with Women is een Amerikaanse komische film uit 1947, geregisseerd door Sidney Lanfield met in de hoofdrollen Ray Milland, Teresa Wright en Brian Donlevy. De film werd geproduceerd en gedistribueerd door Paramount Pictures. De film werd in 1945 geproduceerd maar pas twee jaar later uitgebracht.

## Verhaal
Een professor aan een universiteit schrijft een controversieel boek waarin hij beweert dat vrouwen een geheime wens hebben om onderworpen te worden. Een vrouwelijke journalist probeert informatie over hem te verzamelen door zich in te schrijven voor een van zijn lessen.

## Rolverdeling
- Ray Milland als Professor Gilbert Sedley
- Teresa Wright als Kate Farrell
- Brian Donlevy als Joe McBride
- Rose Hobart als Agnes Meeler
- Charles Smith als Ulysses S. Jones
- Lewis Russell als Dr. Wilmer Dawson
- Iris Adrian als Rita La May
- Frank Faylen als Geeger
- Rhys Williams als Rechter
- Lloyd Bridges als Avery Wilson
- Norma Varden als Mevrouw Wilmer Dawson
- James Millican als Keefe
- Matt McHugh als Herman
- John Hamilton als Tweede rechter
- Charles Mayon als Verslaggever
- Minor Watson als Meneer Carver
- Kay Deslys als Bessie
- Mary Field als Della
- Kristine Miller als Coquette
- Eula Morgan als Mevrouw Pooler